# Michal Buzalka
Michal Buzalka (18. září 1885, Svätý Anton – 7. prosince 1961, Tábor) byl slovenský římskokatolický kněz a teolog, pomocný biskup trnavské apoštolské administratury.
Na kněze byl vysvěcen ve Vídni 14. července 1908. V roce 1936 se po zřízení bohoslovecké fakulty Univerzity Komenského v Bratislavě stal prvním rektorem jejího kněžského semináře. 15. května 1938 byl v Římě vysvěcený na biskupa jako titulární biskup konenský a přidělen jako pomocný biskup do trnavské apoštolské administratury. Byl též vojenským vikářem.
Za své biskupské heslo si zvolil slova: Skrze kříž ke světlu.
| „                       | Biskup Buzalka byl člověk se zvláštní noblesou a kouzlem. Dokázal si promluvit s vesnickou ženou i s bulharským carem. | “ |
| — Róbert Letz, historik | |   |

## Uvěznění
V rámci represálií KSČ vůči katolické církvi na Slovensku byl 12. července 1950 uvězněn. Po krutém fyzickém a psychickém mučení byl odsouzen ve vykonstruovaném procesu k doživotnímu vězení a dalším trestům (12. leden 1951, spolu s ním byli odsouzeni i biskupové Ján Vojtaššák a Pavol Gojdič a další duchovní).
V letech 1951–1956 byl vězněn ve Valdicích, Leopoldově, Praze-Ruzyni, Žilině, Ilavě a v Praze-Pankráci. Pro velmi špatný zdravotní stav, zapříčiněný krutým vězněním a mučením mu byl v roce 1956 přerušen výkon trestu. Následně byl internován v Domově důchodců v Děčíně a v Charitním domově v Táboře, kde 7. prosince 1961 zemřel. Pohřben je ve svém rodišti ve Svätém Antoně.
V roce 2002 začal proces jeho blahořečení.